# Marcellianus (dux)
Marcellianus (* 4. Jahrhundert n. Chr. in Pannonien), war der Sohn des Prätorianerpräfekten Flavius Maximinus und ein hoher Stabsoffizier der spätrömischen Armee. Als dux (Heerführer) war er unter Kaiser Valentinian I. (364–375) mit dem Amt des militärischen Oberbefehlshabers über die in der pannonischen Provinz Valeria stationierten Einheiten betraut (Dux Valeriae ripensis).

Der schwerbefestigte spätantike Limes im Großraum des Donauknies mit dem Kastell Göd-Bócsaújtelep

Marcellianus war, wie der in Valerias Hauptstadt Sopianae (Pécs) geborene, einflussreiche Maximinus (376 hingerichtet), der auch höhere Ämter bekleidet hatte, in Pannonien geboren worden und erhielt als junger Mann infolge einer Intrige seines als jähzornig und menschlich roh geltenden Vaters die Möglichkeit, im Militärdienst rasch Karriere zu machen. In Valeria hatte die anmaßende und vertragsbrüchige Grenzpolitik des Kaisers Valentinian I. (364–375) dazu geführt, dass sich die nördlich und nordöstlich der Donau siedelnden Quaden gegen die Römer erhoben. In der Folge hatte der erfahrene und vorsichtig agierende valerische dux Frigeridus in Absprache mit seinem Vorgesetzten die militärischen Baumaßnahmen auf dem annektierten Quadengebiet, darunter die geplante Großfestung Göd-Bócsaújtelep, 373 wieder einstellen lassen. Ein Bericht über diese Maßnahme war an Kaiser Valentinian und Maximinus abgegangen. Der ergriff die Gelegenheit, um seinen Sohn in den Vordergrund zu spielen. Er bezichtigte Equitius, den Vorgesetzten des Frigeridus, als unfähig mit der Gefahrensituation fertigzuwerden, und empfahl, das Dukat stattdessen an seinen Sohn zu übertragen, sodass dieser sich so rasch wie möglich des leidigen Barbarenproblems annehmen könnte. 373/374 wurde Frigeridus daher abgesetzt. Sein als arrogant beschriebener Nachfolger Marcellianus ließ die Baumaßnahmen im Quadengebiet im Frühjahr bzw. Frühsommer 374 umgehend wieder aufnehmen. Gleichzeitig wurde der Quadenkönig Gabinius zu Scheinverhandlungen eingeladen und schon bald nach seiner Ankunft unter grober Missachtung des Gastrechts am Ende eines Banketts niedergestochen. Je nach Quelle (Zosimos und Ammianus Marcellinus) war für diese Tat ein Celestius oder Marcellianus selbst verantwortlich.
Nach diesem heimtückischen Verrat riefen die empörten Quaden umgehend zu einem Rachefeldzug auf. Es gelang ihnen offenbar ohne Schwierigkeiten, die südlich ihrer Gebiete, hinter dem sarmatischen Limes lebenden und mit Rom verbündeten Jazygen sowie die östlich im Banat siedelnden sarmatischen Argaraganten als Kampfgefährten zu gewinnen. Für die Römer völlig unerwartet überquerten Germanen und Sarmaten zur Erntezeit die Donau und fielen in die offensichtlich nur schwach oder nachlässig verteidigten Provinzen Pannonia Secunda und Moesia prima ein, da es dort – im Gegensatz zur Valeria – noch keine neuen und stark befestigen Grenzanlagen gab. Insbesondere an der dichten valerianischen Festungskette westlich der umstrittenen Teile der quadischen Stammesgebiete, auf der Höhe des Donauknies, wäre für die Angreifer wahrscheinlich kein Durchkommen gewesen.
Die gerade auf der Durchreise durch dieses Gebiet befindliche Tochter des Kaisers Constantius II., Constantia, entkam nur in letzter Sekunde den rasch vorankommenden Invasoren und rettete sich mit ihrem Gefolge in das nahegelegene Sirmium. Die Angreifer verzichteten jedoch auf eine Belagerung der Stadt und wandten sich stattdessen der Valeria zu. Nachdem Quaden und Sarmaten die Militäranlagen an der dortigen Donaugrenze geschickt umgangen hatten, waren Marcellianus und seine Offiziere offensichtlich nicht in der Lage, den marodierenden Gegner wieder aus Pannonien zu vertreiben. Stattdessen musste der Augustus des Westens, Valentinian I., im Juni 374 persönlich mit einer schlagkräftigen Armee in Pannonien intervenieren und – nach einem erfolgreichen Brückenschlag über die Donau auf sarmatisches Gebiet – die Gegner mit einer mit äußerster Härte geführten Strafexpedition niederwerfen und zu einem Föderatenvertrag zwingen. Während der Friedensverhandlungen im Legionslager von Brigetio verstarb der Kaiser am 17. November 375 nach einem offenbar durch einen Wutausbruch ausgelösten Schlaganfall.
Die Folgen des quadisch-sarmatischen Angriffs waren, dass die wiederaufgenommenen Arbeiten am Kastell Göd-Bócsaújtelep endgültig gestoppt werden mussten und die römische Expansion östlich und nördlich der Donau zum Stillstand kam. Mit dem kurze Zeit später auf dem Balkan tobenden Zweiten Gotenkrieg des Ostkaisers Valens (364–378) und der daraus resultierenden verheerenden Niederlage für Rom bei der Schlacht von Adrianopel (378) mussten alle römischen Kontrollstationen östlich und nördlich der pannonischen Donau – und auch der Limes Sarmatiae – endgültig aufgegeben werden.

## Bekannte Oberkommandeure der Provinz Valeria
| Name         | Amtsbezeichnung                                               | Zeitstellung                  | Bemerkung |
| ------------ | ------------------------------------------------------------- | ----------------------------- | --- |
| Augustianus  | viro clarissimo comite ordinis primi et duce Valeriae limitis | 364/365–367                   | Erwähnt in einer Bauinschrift aus Esztergom. Nach Sándor Soproni könnte sie zum Kastell Esztergom-Hideglelőskereszt gehört haben. |
| Terentius    | dux Valeriae                                                  | 367/368 bis spätestens 371    | Der Ausbau von Binnenfestungen und Limesanlagen ist archäologisch feststellbar. |
| Frigeridus   | vir perfectissimus, dux Valeriae                              | ab spätestens 371 bis 373/374 | Frigeridus ist wahrscheinlich germanischer Abstammung. Der Ausbau von Binnenfestungen und Limesanlagen wird in einem bisher unbekanntem Maß vorangetrieben. |
| Marcellianus | dux Valeriae                                                  | ab 373/374                    | Marcellianus ist aus Pannonien gebürtig. Aufgrund der Kriegswirren 374–375 und der anschließenden Ereignisse gegen germanische und sarmatische Feinde (u. a. Zusammenbruch des Limes Sarmatiae) stocken die Arbeiten am Limes und werden teilweise ganz aufgegeben. |